# Beaumont (Missisipi)
Beaumont – miasto w Stanach Zjednoczonych, w stanie Missisipi, w hrabstwie Perry.